# Hippocampus queenslandicus
Hippocampus queenslandicus és una espècie de peix de la família dels singnàtids i de l'ordre dels singnatiformes.

## Morfologia
Els mascles poden assolir els 11,6 cm de longitud total.

## Distribució geogràfica
Es troba a Queensland (Austràlia).